# Christus Koningkerk (Sint-Niklaas)
De Christus Koningkerk is een katholieke kerk in de Belgische stad Sint-Niklaas, gelegen aan de Heistraat. De kerk uit de jaren 1930 werd gebouwd in de stijl van de nieuwe zakelijkheid.

## Architectuur
De kerk werd ontworpen door de Brusselse architect Raphaël Verwilghen en werd ingewijd in 1938. Het gaat om een driebeukige, modernistische parochiekerk die aan de buitenzijde is bekleed met platen uit kwartsbeton. De vrijstaande, vierkanten klokkentoren heeft een hoogte van 50 meter en is enkel aan zijn basis met een brug verbonden aan het kerkgebouw. 
In het sobere en symmetrisch ontworpen interieur is er beeldhouwwerk van Werner Heyndrickx en Robert Van de Velde. De glasramen zijn van de hand van Staf Pyl en Sander Wijnants.
De kerk werd in 2002 een beschermd monument omwille van haar architectonische waarde. Het is de enige kerk in Vlaanderen die volledig in beton werd opgetrokken tijdens het interbellum.

## Galerij

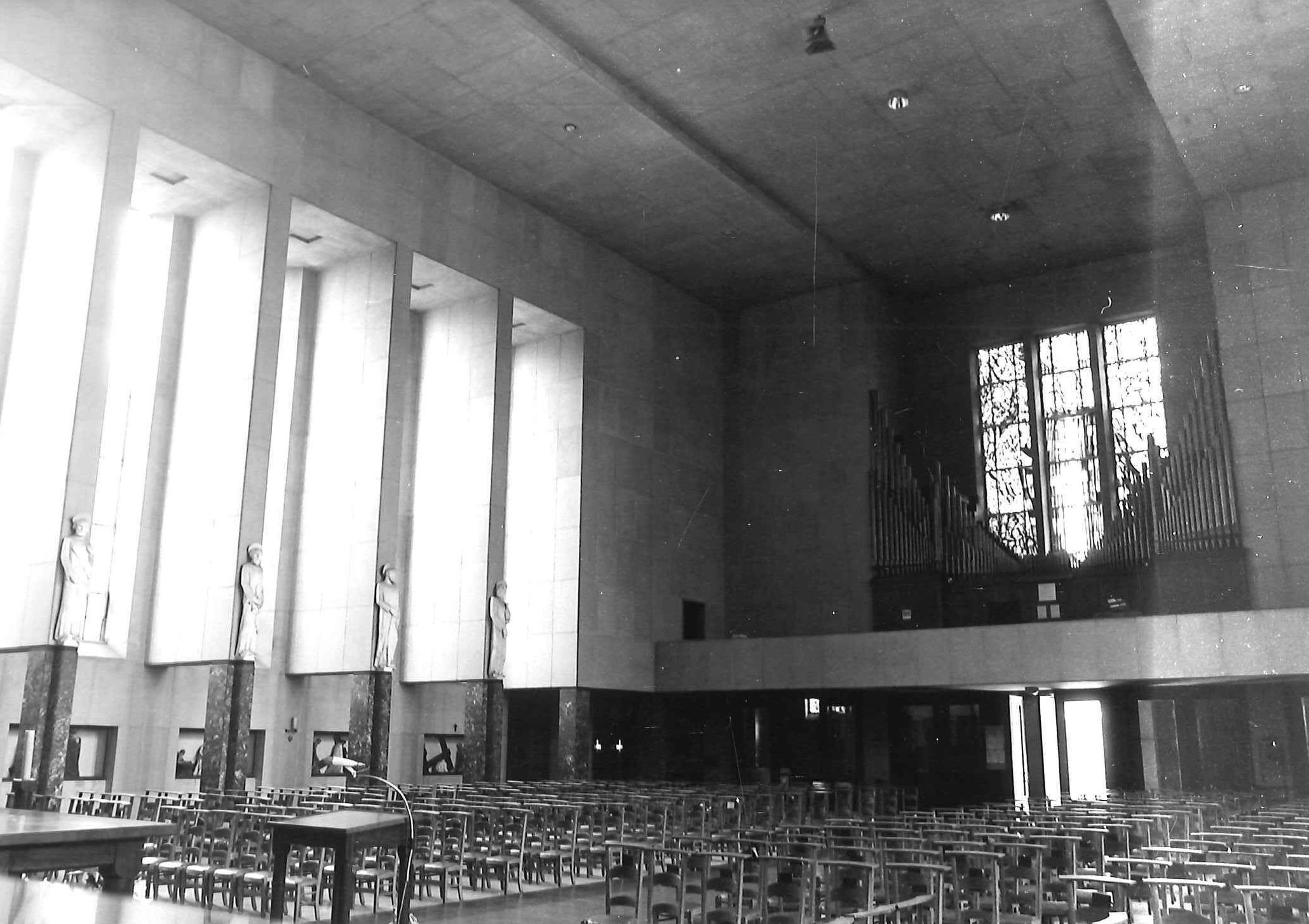
Interieur
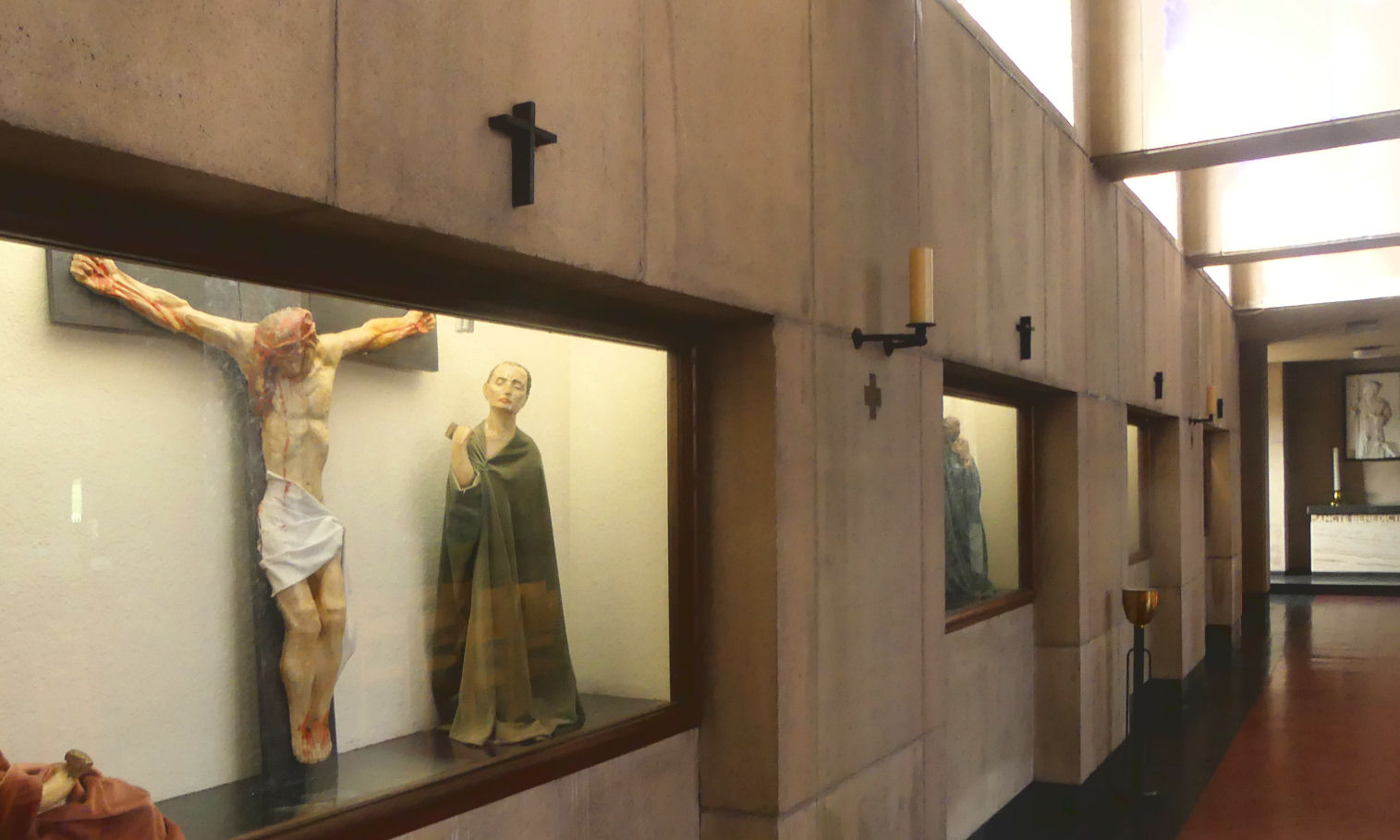
Kruisweg door Robert Vande Velde
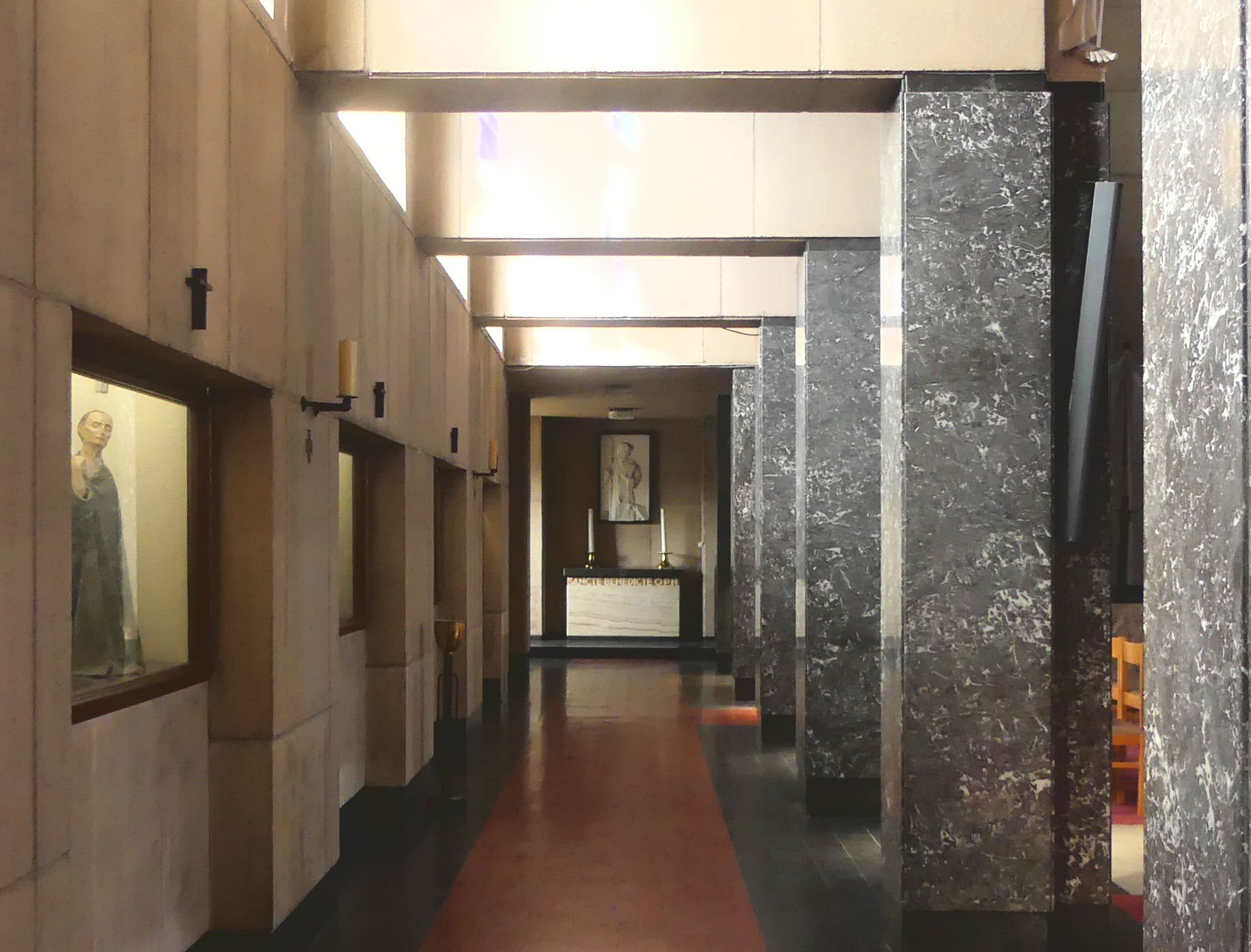
Zijbeuk in marmer, met altaar van Sint-Benedictus
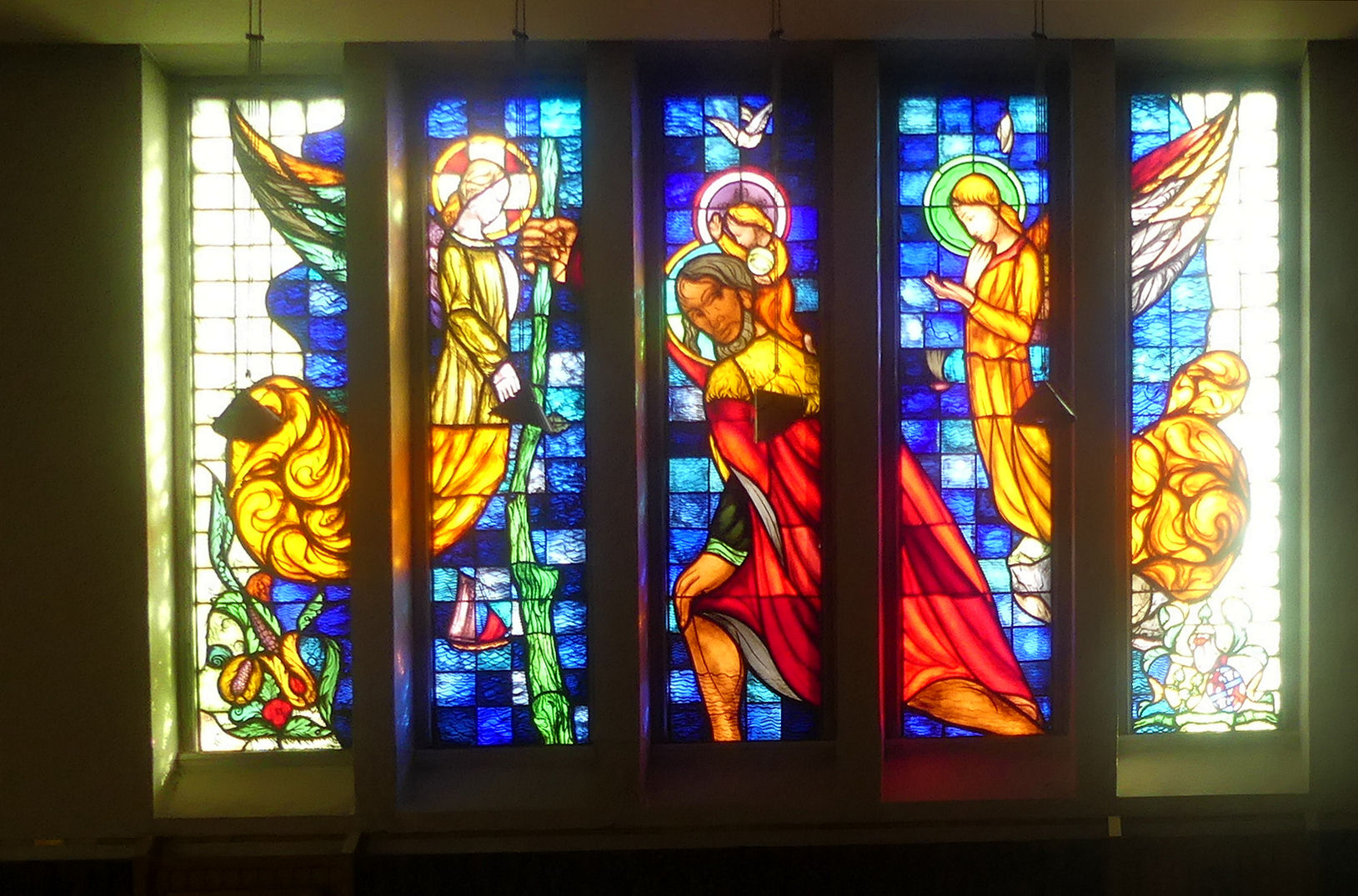
Glasraam van Sint-Christoffel door Sander Wijnants

Christus Koningkerk · 
Don Boscokerk · 
Heilige Familiekerk · 
Heilige Pastoor van Arskerk · 
Onze-Lieve-Vrouw-ten-Boskerk · 
Onze-Lieve-Vrouw-van-Bijstand-der-Christenenkerk · 
Sint-Andreas- en Ghislenuskerk · 
Sint-Antoniuskerk · 

Sint-Catharinakerk · 
Sint-Jan-de-Doperkerk · 
Sint-Jobkerk · 
Sint-Jozefskerk · 
Sint-Nicolaaskerk
Voormalige kerken:
Heilig-Hartkerk · 
Sint-Franciscuskerk